# Barna Tánczos
Barna Tánczos (n. 25 mai 1976, Miercurea Ciuc, România) este un senator român de etnie maghiară din partea Uniunii Democrate Maghiare din România (UDMR), ales în 2012, 2016 și 2020. Începând cu 23 decembrie 2020, este ministrul Mediului, Apelor și Pădurilor, în guvernul Cîțu. De asemenea, din 25 noiembrie 2021, își continuă activitatea în guvernul Ciucă.

## Viața
Barna Tánczos s-a născut în data de 25 mai 1976, în municipiul Miercurea Ciuc din Republica Socialistă România. 
A urmat studii economice la Academia de Studii Economice din București, specializându-se în management de firme. La nivel postgradual a studiat managementul băncilor. A lucrat ca expert economic în Camera Deputaților din România, a fost directorul economic al firmei Euroconsult Romania. Deține un master la Universitatea Națională de Apărare.
În luna martie 2006, în timp ce se afla la conducea Agenției Domeniilor Statului, a fost înjunghiat în biroul său cu o baionetă de către Alecu Chitaru, un afacerist care solicitase un aviz în calitate de reprezentant al sătenilor din Cotnari, care doreau să își recapete viile expropriate de regimul comunist. Actul urma să fie semnat de Barna, dar acesta a refuzat să o facă. Ulterior, atacatorul său a fost condamnat de către Tribunalul București la 9 ani de închisoare pentru tentativă de omor.
În perioada 2007-2009 a fost secretar de stat în Ministerul Transporturilor din România. 
Barna a fost urmărit penal de Direcția Națională Anticorupție în anul 2014 pentru săvârșirea infacțiunilor de abuz în serviciu și fals intelectual. Faptele pentru care a fost suspectat s-au desfășurat în iunie 2006, atunci când, aflat la conducerea Agenției Domeniilor Statului, a semnat o adresă prin care anunța Subcomisia de Fond Funciar a Sectorului 1 din București că un teren, de o suprafață de 60,44 de hectare, este disponibil pentru rectrocedare, fără ca Barna să fi avut avizul Ministerului Agriculturii, prejudiciul imputat fiind de aproximativ 16 milioane de lei. În cele din urmă, Barna a scăpat de acuzații, dosarul său fiind clasat în urma intervenirii prescipției răspunderii penale.
În anul 2012 a fost ales prima dată ca senator de Harghita. A fost reales în 2016 și în 2020. Barna Tánczos favorizează descentralizarea și se exprimă în susținerea unui model de administrație publică descentralizată folosită în alte state membre ale UE.

## Activitatea de ministru a mediului
Înainte de a fi numit ministru al MMAP, în perioada mandatului său de parlamentar, Tanczos Barna s-a remarcat datorită unor declarații îndreptate împotriva protecției mediului: „(...) trebuie să lăsăm discursul verde, câteodată, poate ”habotnic”, la ușa Parlamentului, odată ce trecem de la mișcările de stradă, de la ONG-uri, în calitatea de senatori. Și aici trebuie să avem o atitudine multidisciplinară, dacă pot să folosesc această sintagmă, pentru că am văzut ce înseamnă autostrăzi blocate din cauza vehemenței unora care, poate, câteodată, pe bună dreptate, încearcă să protejeze o specie de fluturi, de șopârle, de alte ființe pe cale de dispariție, ce înseamnă blocarea unor comunități în beznă și fără infrastructură de secol XXI, odată ce anumite proiecte rămân blocate din cauza prevederilor legii pe Natura 2000, ce înseamnă să nu ai autostradă între Târgu-Mureș și Iași, pentru că nu se poate trece muntele”.
Din data de 23 decembrie 2020 a început să ocupe funcția de ministru în cadrul Ministerului Mediului, Apelor și Pădurilor. În primii doi ani ai mandatului său, a intrat în conflict deschis cu organizațiile și activiștii de mediu, care l-au acuzat de nenumărate ori de afinități cu asociațiile de vânători și cu interesele din zona exploatărilor forestiere. De asemenea, în timpul mandatului său, Comisia Europeană a declanșat o procedură de infringement împotriva României din cauza nerezolvării problemei gropilor de gunoi.
În data de 30 martie 2022, publicația Recorder a arătat, într-un material documentar, faptul că Tánczos Barna l-a demis pe conducătorul Gărzii Forestiere Timișoara, care i-a semnalat faptul că ocoalele silvice din Caraș-Severin refuzau controalele acestei instituții. Drept răspuns, ministrul l-a demis pe Amar Ienea, șeful Gărzii Forestiere Timișoara, susținând că „informații confidențiale” l-au determinat să ia această decizie, fără a specifica natura acestor informații.
În data de 31 martie 2022, Tánczos Barna, în calitate de ministru al Ministerului Mediului, Apelor și Pădurilor, a participat la recepția lucrărilor pentru Barajului Mihăileni de pe râul Crișul Alb, din județul Hunedoara, încălcând o hotărâre a Tribunalului Cluj care dispusese, la cererea unor activiști de mediu, oprirea temporară a acestor lucrări.
În data de 10 octombrie 2022, printr-un Ordin de ministru pentru aprobarea cotelor de recoltă pentru perioada septembrie - noiembrie 2022, a dispus redeschiderea vânătorii pentru cocoșul de munte, o specie pe cale de dispariție, după 10 ani de interdicție. Ulterior, Ordinul a fost suspendat de Curtea de Apel Brașov, la cererea Asociației „Alianța pentru Combaterea Abuzurilor”.
În luna ianuarie 2023, Asociația Declic a anunțat că l-a acționat în judecată pentru neadoptarea de măsuri de combatere a schimbărilor climatice. Acțiunea îi mai cuprinde și pe premierul României, Nicolae Ciucă, și pe ministrul energiei, Virgil Popescu.
La începutul lunii aprilie 2023, a anunțat că pregătește un nou ordin de ministru cu măsuri active, care va stabili nivelul maxim de intervenție și prevenție în cazul speciei urs brun (Ursus arctos). Asociația Agent Green a reacționat și a arătat că, în realitate, ministrul planifică uciderea a 426 de exemplare în de urs brun în viitorul apropiat pentru industria colecționarilor de trofee. În ultima zi a mandatului său de ministru al mediului, a semnat ordinul pentru uciderea exemplarelor de urși, fără a respecta procedura de avizare din partea Academiei Române și fără consultarea publică prealabilă. Ulterior, în luna iulie 2023, Academia Română a emis un aviz negativ pentru extragerea urșilor, iar ordinul nu a putut fi publicat în Monitorul Oficial. În iulie 2025, Barna a anunțat că înghețarea salariilor și pensiilor românilor s-ar mai prelungi cu un an.